# ГЕС Кофрентес
ГЕС Кофрентес (ісп. centrale Salto de Cofrentes) — гідроелектростанція на сході Іспанії. Знаходячись між малою ГЕС Транко-дель-Лобо (3,8 МВт) та ГЕС Кортес, входить до каскаду на річці Хукар, яка впадає у Валенсійську затоку Середземного моря.
Ще у 1907 році на Хукарі звели першу греблю Молінар, яка працювала на однойменну станцію. На початку 1950-х її замінили більш потужною дериваційною схемою. Тепер ресурс для роботи станції захоплюється із річки за допомогою земляної греблі висотою 28 метрів та довжиною 120 метрів, на спорудження якої пішло 242 тис. м3 матеріалу, та спрямовується до прокладеного через гірський масив лівобережжя дериваційний тунель. Останній виводить до розташованого за більш ніж 12 км верхнього балансуючого резервуару, створеного на висотах правого берегу річки Cabriel (ліва притока Хукар). Звідси через напірні водоводи ресурс подається до розташованого внизу машинного залу, при цьому створюється напір у 125 метрів.
Основне обладнання станції складають три турбіни потужністю по 41,4 МВт, які забезпечують річну виробітку електроенергії на рівні 86 млн кВт-год.
Зв'язок з енергосистемою відбувається по ЛЕП, що працює під напругою 132 кВ.